# Henryk Szeryng
Henryk Bolesław Szeryng (Varsóvia, 22 de setembro de 1918 — Kassel, 3 de março de 1988) foi um renomado violinista, pedagogo, filantropo e diplomata da Polônia, tendo-se tornado mais tarde cidadão mexicano.
Era filho de um rico industrial, e com três anos já começava a ter lições de piano de sua mãe. Com sete anos escolheu o violino como seu instrumento. Seu primeiro professor foi Maurice Frenkel, assistente de Leopold Auer. Depois, influenciados por Bronislaw Huberman, seus pais o levaram para estudar com Carl Flesch em Berlim. Ele venceu o Concurso Carl Flesch em 1931 e prosseguiu seus estudos em Paris com Jacques Thibaud e Gabriel Bouillon no Conservatório de Paris, recebendo o Primeiro Prêmio em 1937, o que o inseriu definitivamente na escola francesa de violino. Também estudou composição com Nadia Boulanger, e através dela conheceu figuras importantes como Heitor Villa-Lobos, Alfred Cortot, Manuel Ponce, Igor Stravinsky e Maurice Ravel.
Na II Guerra Mundial foi alistado pelo governo polonês no exílio como oficial de ligação e intérprete, dando mais de 300 concertos para as tropas aliadas na Europa, África e América. Em 1942 encontrou-se com o premier polonês, refugiado no México, que buscava asilo para mais de 4 mil poloneses. Sensibilizado pela acolhida mexicana aos refugiados, voltou ao México em 1943, quando o governo local lhe ofereceu o posto de diretor do departamento de cordas da Universidade Nacional do México, a fim de que reorganizasse a escola mexicana de violino. Por seu trabalho cultural recebeu a cidadania mexicana em 1948, foi indicado em 1956 como Embaixador da Cultura, e em 1970 Conselheiro Musical Especial da delegação permanente do México junto à UNESCO, sendo o primeiro artista a viajar com passaporte diplomático. Dominava oito idiomas.
Foi um dos violinistas que mais deixaram gravações. Redescobriu a partitura do terceiro concerto de Paganini e foi o primeiro a registrá-lo em disco. Diversos compositores escreveram peças para ele, incluindo Manuel Ponce, Camargo Guarnieri, Xavier Montsalvatge e Julian Carrillo. Seu repertório ia de Bach até os contemporâneos. Recebeu vários prêmios por suas gravações, entre eles o Grand Prix du Disque (seis vezes), o Grammy Award, o Wiener Flötenuhr, o Prêmio Edison e o Golden Record. Entre os títulos recebidos se contam a Ordem da Polónia Restituta da Polônia, o grau de Comendador da Ordem da República Italiana, o de Oficial da Ordem da Coroa da Bélgica e da Ordem Nacional da Legião de Honra da França, o de Comandante da Ordem de Alfonso X o Sábio, da Espanha, e da Ordem de São Carlos, de Mônaco.
Seus instrumentos também eram célebres, e os doou quase todos, retendo apenas o Guarnerius Leduc e o Pierre Hel 1935, uma cópia do Guarnerius Le Roi Joseph. Possuiu o Stradivarius Hercules que pertencera a Eugene Ysaye, e depois o doou à cidade de Jerusalém para que fosse usado nos concertos da Filarmônica local; doou seu Stradivarius Villaume, uma cópia do Stradivarius Messias, ao príncipe Rainier III de Mônaco, e seu Guarnerius Sancta Theresia foi dado de presente à cidade do México, e outros instrumentos foram deixados para seus alunos.